# Варијана (Алесандрија)
Варијана је насеље у Италији у округу Алесандрија, региону Пијемонт.
Према процени из 2011. у насељу је живело 183 становника. Насеље се налази на надморској висини од 301 м.